# Austin (Pensilvânia)
Austin é um distrito localizado no estado norte-americano de Pensilvânia, no Condado de Potter.

## Demografia
Segundo o censo norte-americano de 2000, a sua população era de 623 habitantes. 
Em 2006, foi estimada uma população de 594, um decréscimo de 29 (-4.7%).

## Geografia
De acordo com o United States Census Bureau tem uma área de 
10,3 km², dos quais 10,3 km² cobertos por terra e 0,0 km² cobertos por água. Austin localiza-se a aproximadamente 486 m acima do nível do mar.

## Localidades na vizinhança
O diagrama seguinte representa as localidades num raio de 36 km ao redor de Austin. 